# Trust Bank Building
Il Trust Bank Building è un grattacielo di Johannesburg in Sudafrica. Aperto nel 1970, raggiunge un'altezza di 140 metri. L'edificio, prima di essere venduto per 6,4 milioni di rand sudafricani nel febbraio 2003, ha ospitato i quartier generali della Trust Bank of South Africa.